# ساماكي ووكر
ساماكي ووكر (بالإنجليزية: Samaki Walker)‏ مواليد 25 فبراير 1976 في كولومبوس، هو لاعب كرة سلة أمريكي سابق. بدأ مسيرته الاحترافية في سنة 1996. تم اختياره من قبل فريق دالاس مافيريكس خلال الدرافت. يبلغ طوله 6 قدم 9 بوصة (2.1 م). اعتزل اللعب في 2011. فاز بلقب دوري إن بي إيه.

## المسيرة الاحترافية
لعب مع دالاس مافيريكس من سنة 1996 إلى 1999، ثم لعب مع سان أنطونيو سبرز من سنة 1999 إلى 2001، ثم لعب مع لوس أنجلوس ليكرز من سنة 2001 إلى 2003، ثم لعب مع ميامي هيت في موسم 2003–2004، ثم لعب مع واشنطن ويزاردز في موسم 2004–2005، ثم لعب مع إنديانا بايسرز في موسم 2005–2006، ثم لعب مع الحكمة اللبناني في موسم 2008–2009.

## روابط خارجية
- ساماكي ووكر على موقع الاتحاد الدولي لكرة السلة (الإنجليزية)
- ساماكي ووكر على موقع إن بي أي (الإنجليزية)
- ساماكي ووكر على موقع سبورتس رفرنس (الإنجليزية)
- ساماكي ووكر على موقع كرة السلة الأوروبية.كوم (الإنجليزية)
- ساماكي ووكر على موقع كلية كرة السلة في سبورتس رفرنس.كوم (الإنجليزية)
- ساماكي ووكر على موقع ريلجم (الإنجليزية)
- ساماكي ووكر على موقع بروبوليرز (الإنجليزية)
- ساماكي ووكر على موقع سبورتس رفرنس (الإنجليزية)